# Sylwan (Șalari)
Sylwan, imię świeckie Marin Șalari (ur. 19 kwietnia 1977 w Văratec) – mołdawski biskup prawosławny.

## Życiorys
W wieku czternastu lat wstąpił jako posłusznik do monasteru Saharna, zaś rok później został postrzyżony najpierw na mnicha riasofornego (17 sierpnia 1992), a następnie złożył śluby wieczyste (23 grudnia 1992) na ręce przełożonego klasztoru archimandryty Adriana. Przyjął imię zakonne Sylwan na cześć świętego mnicha Sylwana z Atosu. 8 stycznia 1996 metropolita kiszyniowski i całej Mołdawii Włodzimierz wyświęcił go na hierodiakona, zaś 13 czerwca – na hieromnicha. W latach 1996–2000 uczył się w seminarium duchownym w Kiszynowie, zaś w latach 2003–2008 studiował na Kiszyniowskiej Akademii Duchownej. Wcześniej, w 1999, otrzymał godność ihumena, a następnie został mianowany przełożonym monasteru Curchi. Kierował odbudową tego klasztoru po zniszczeniach okresu radzieckiego, gdy był on nieczynny. Dwa lata później otrzymał godność archimandryty.
Od 2002 do 2016 kierował eparchialnym wydziałem ds. monasterów eparchii kiszyniowskiej, a od 2010 do 2016 także dziekanem dekanatu orgiejowskiego. W 2016 stanął na czele nowo utworzonego oddziału ds. monasterów i monastycyzmu Mołdawskiego Kościoła Prawosławnego. W 2009 był delegatem na Sobór Lokalny Rosyjskiego Kościoła Prawosławnego z ramienia Mołdawskiego Kościoła Prawosławnego.
21 października 2016 został nominowany na biskupa orgiejowskiego, wikariusza eparchii kiszyniowskiej. Jego chirotonia biskupia odbyła się 4 listopada 2016 w soborze Zaśnięcia Matki Bożej w Moskwie, pod przewodnictwem patriarchy moskiewskiego i całej Rusi Cyryla.